# Omolon
Der 1114 km lange Omolon (russisch Омолон, jakutisch Омолоон/Omoloon) ist der größte Nebenfluss der in Sibirien (Nord-Russland, Asien) fließenden Kolyma.

## Flusslauf
Er entspringt im goldreichen Kolymagebirge unweit von dessen Hauptkamm. Von dort aus fließt der Omolon in Richtung Norden durch die nach Nordwesten hin abfallende Landschaft dieses Hochgebirges, wo er seinen größten Zufluss, den Oloi (Олой), aufnimmt. Westlich entlang des Jukagirenplateaus und weiterhin in Richtung Norden fließend gelangt der Fluss in das Ostsibirische Tiefland, in dem er nur etwas westlich des Kolyma-Mündungsdeltas die Kolyma erreicht.

## Landschaftsbild
Die Landschaft am Omolon wird von den borealen Nadelwäldern der Taiga beherrscht, die in Richtung Küste in die Waldtundra und Tundra übergeht. In den zuletzt genannten, nördlichsten bewohnten Regionen der Erde können sich wegen des Permafrosts und dem nur geringen Wassergehalt im Boden keine hohen Pflanzen, wie Bäume, entwickeln, sondern es herrschen Flechten, Moose, Sträucher und Farne vor.